# Шон Дингилијус Волас
Шон Еберло Дингилијус Волас (енгл. Shawn Dingilius-Wallace; Корор, 26. јул 1994) палауански је пливач чија специјалност су трке спринтерске слободним и делфин стилом. Вишеструки је национални рекордер и првак, учесник светских првенстава и Олимпијских игара.

## Спортска каријера
Први званични наступ на највећим светским такмичењима је имао на светском првенству у Барселони 2013, а учешћа на светским првенствима наставио је и у Казању 2015, Будимпешти 2017. и Квангџуу 2019. године. 
Представљао је своју земљу на Олимпијским играма у Рију 2016. где је наступио у квалификацијама трке на 50 слободно. Дингилијус Волас је своју квалификациону трку испливао за 26,78 секунди, у времену новог националног рекорда, заузевши укупно 72. место. 